# سونسکا آئرو جاکتفالکن
سونسکا آئرو جاکتفالکن (به انگلیسی: Svenska_Aero_Jaktfalken) یک هواگرد ملخ‌پیشین تک‌موتوره از نوع جنگنده ساخت شرکت Svenska Aero, ASJA است. هواگرد سونسکا آئرو جاکتفالکن نخستین پروازش را در ۱۹۲۹ میلادی انجام داد. در مجموع، تعداد ۱۹ فروند از این هواگرد ساخته شده‌است.
طراح این هواگرد، Carl Clemens Bücker بود.